# 周守典
周守典（？—？）字文冊，河南信陽人，清朝政治人物。咸豐元年考中舉人。
咸豐六年十一月，接替王際相。擔任江蘇宜興縣知縣。后由吳棐彝接任。後來周守典被盜賊殺死。